# 维也纳新城乡村县

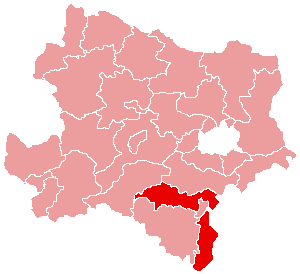
维也纳新城城郊县在下奥地利州的位置

维也纳新城乡村县（德語：Bezirk Wiener Neustadt-Land）是奥地利下奥地利州所辖的一个县。总面积969.7平方公里，总人口71909，人口密度74人/平方公里（2001年）。行政中心位于维也纳新城。

## 行政区域
维也纳新城乡村县辖有35个市镇。